# Natik Bahadur oglji Širinov
Natik Bahadur oglji Širinov (azerski: Natiq Bahadur oğlu Şirinov, ruski: Натик Бахадур оглы Ширинов) (Baku, 10. studenog 1975.) azerbajdžanski je perkusionist (bubnjar) koji svira na nagari. Vođa je glazbene skupine „Ritam grupa Natika Širinova“ (azerski: Natiq Ritm Qrupu, ruski: Ритм Группа Натика Ширинова).
Svjetski poznati je poznavatelj azerbajdžanske narodne glazbe, majstor sviranja na nagari. Drži koncerte po cijelome svijetu. Poznat je kao inovator stila sviranja na nagari i eksperimentiranju s veličinama i taktovima. Prvi je ritamski skladatelj Azerbajdžana. Sa svojim timom dobio je svjetsko priznanje i osvojio mnoge nagrade. Od 1999. do 2007. išao je na turneju kao član folklorne skupine Alima Gasimova. Surađivao je s mnogim drugim glazbenicima, uključujući Mirsilija Ahmeda, Ruslana i Billyja Cobhama. U rujnu 2007. godine dobio je titulu Zaslužni umjetnik Azerbajdžana.

## Vanjske poveznice
- Služebna web stranica
- Profil na Myspace-u